# Stema municipiului București

Stema Bucureștiului

Stema Bucureștiului a fost adoptată de Consiliul General al Bucureștiului prin Hotărârea 76 din iunie 1993.
Într-un scut roșu este înfățișat Sfântul Dumitru aureolat și în poziție pedestră, purtând vestimentația specifică legiunilor romane și atributele unui sfânt militar: sulița și crucea.
Scutul este plasat pe pieptul unei acvile de aur, care poartă o cruce în cioc și o coroană deschisă desupra capului.
Ciocul și ghearele acvilei au culoare roșie, purtând în ghiara dreaptă o sabie de argint cu mâner de aur, iar în cea stângă un sceptru în aceeași cromatică.

În partea inferioară a scutului este prezentată o eșarfa tricoloră pe care stă scrisă deviza: PATRIA ȘI DREPTUL MEU.
Întreaga reprezentare este plasată într-un scut albastru; deasupra se află o coroană murală de argint, formată din 7 turnuri crenelate. Deasupra coroanei murale se găsește o acvilă cruciată, în zbor deschis.

## Semnificația elementelor heraldice
- Sfântul Cuvios Dimitrie cel Nou, ocrotitorul Bucureștiului;
- Acvila cruciată este însemnul cel mai important al statului român. Acvila își are sorgintea și simbolistica romană și face referire la originea latină a poporului nostru și la continuitatea sa. Crucea purtată în cioc atestă că răspândirea creștinismului în Dacia s-a făcut și prin intermediul coloniștilor romani, fenomen produs în mod natural și nu printr-un act de autoritate al puterii centrale;
- Coroana deschisă, purtată de acvilă, este coroana lui Mircea cel Bătrân nume ilustru legat de istoria Bucureștilor și în vremea căruia orașul a devenit Capitala de tranziție a Țării Românești;
- Sabia din ghiara dreaptă a acvilei evocă necontenita luptă de apărare, iar Sceptrul din partea stângă simbolizează suveranitatea națiunii române;
- Deviza: PATRIA ȘI DREPTUL MEU, înscrisă pe eșarfa tricoloră, este utilizată din a doua jumătate a secolului al XIX-lea ca semn al legăturii firești dintre libertatea individuală și statutul politic al țării;
- Panglica tricoloră subliniază rolul pe care l-a avut tricolorul în cadrul evenimentelor din luna decembrie 1989 și statutul acestui centru urban în cadrul dezvoltării spiritualității românești;
- Coroana murala, semn al centrelor urbane, simbolizeaza locul pe care orasul il ocupa in ierarhia administrativa a tarii. Cele 7 creneluri semnfica statutul de municipiu al Bucurestilor;
- Acvila cruciată în zbor deschis, plasată deasupra întregii compoziții, arată că orașul a fost încă din epoca feudală „Cetate de scaun”.[2]

## Variante vechi ale stemei

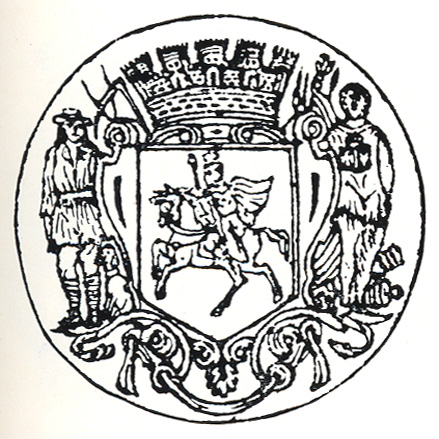
în 1864
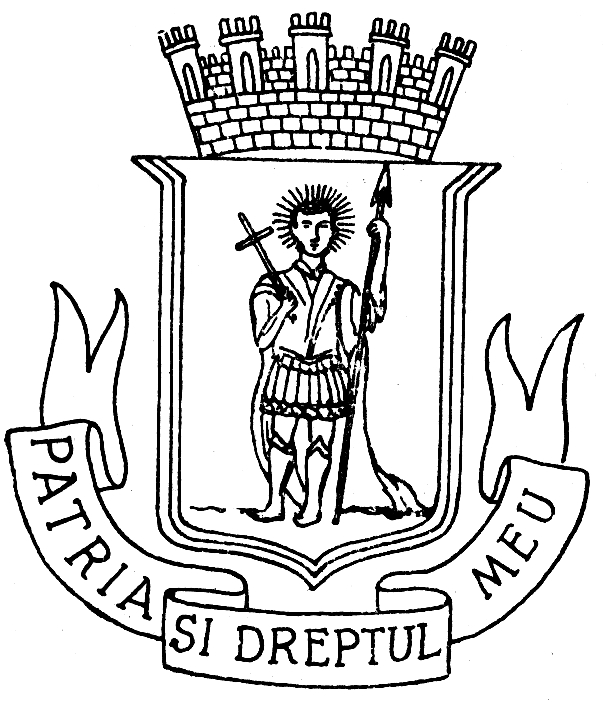
în 1868
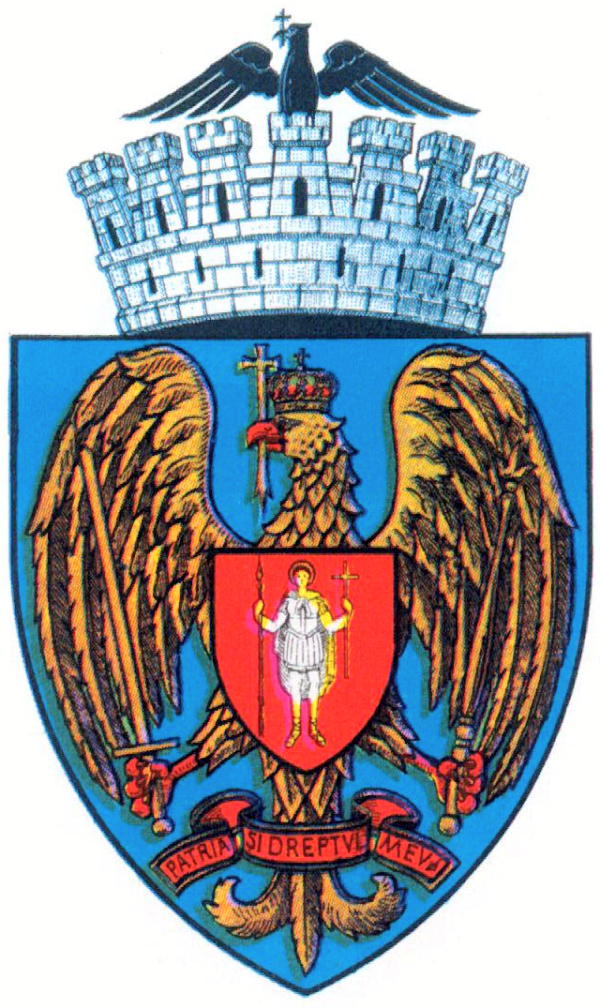
în perioada interbelică
în perioada comunistă